# Fort de Planoise

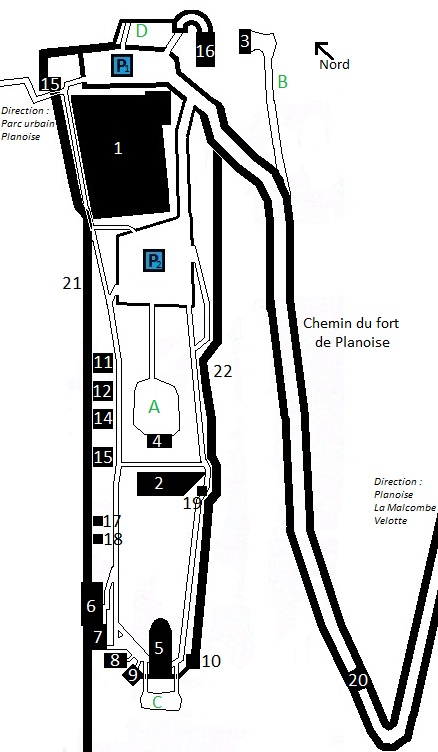
Karte des Forts

Das Fort de Planoise, auch bekannt als Fort Moncey, wurde zwischen 1877 und 1892 erbaut. Es ist Teil des Festungsgürtels um die Stadt Besançon im Osten Frankreichs in der Region Franche-Comté. Das Fort gehört zu einer Kette von Festungsringen vom Typ der Barrière de fer, auch als „Système Séré de Rivières“ bezeichnet.

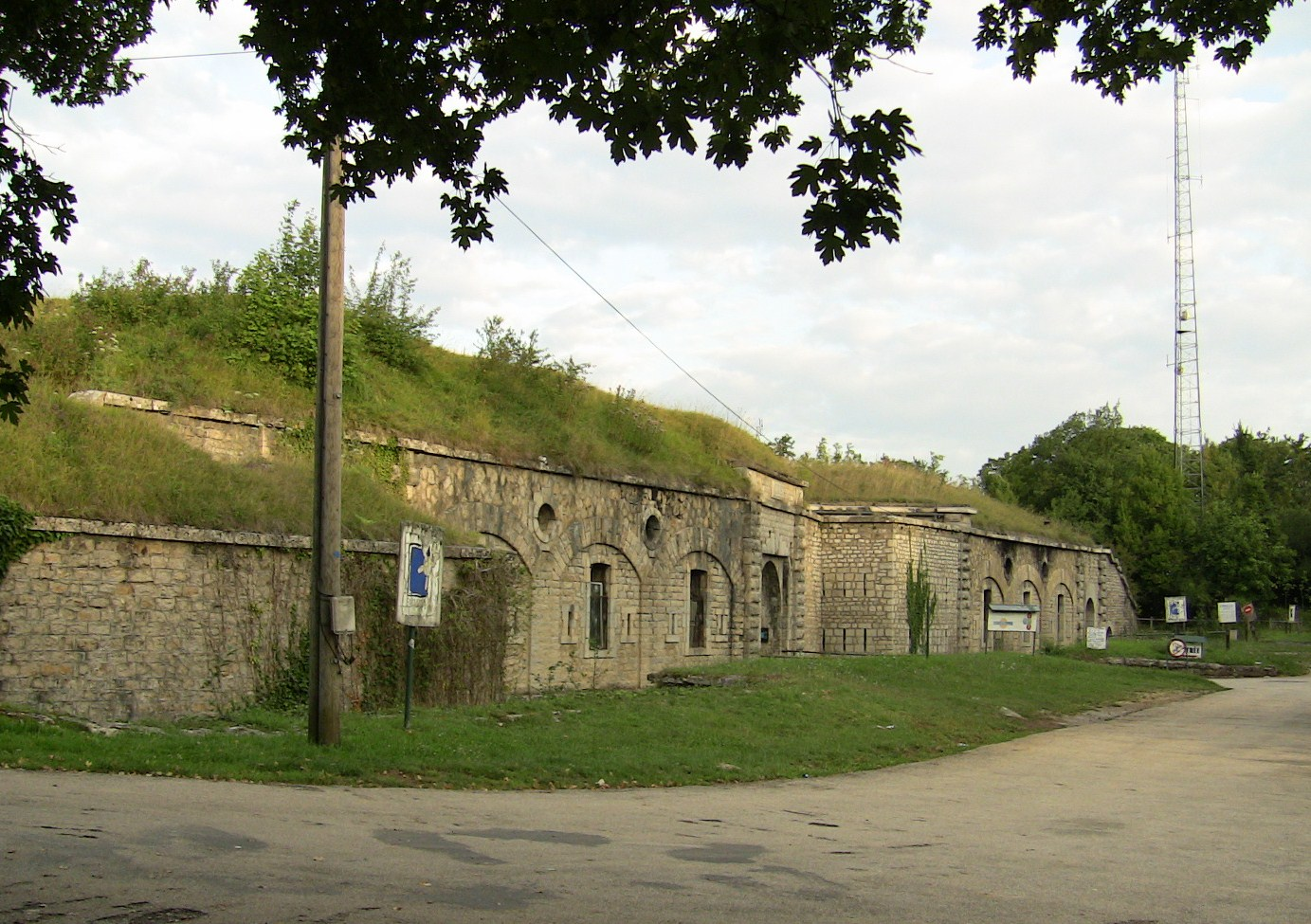
Fort de Planoise